# 国富
国富（こくふ、英語: National wealth）とは、国民全体が保有する資産から負債を差し引いた正味資産。

## 概要
ストック統計の1つである。自然災害や戦争、その他の出来事によって国富が減少することを「国富の喪失」という。
国富は再生産可能な生産資産である「在庫」、「有形固定資産（住宅・建物、構築物、機械・設備、耐久消費財など）」、「無形固定資産（コンピュータソフトウェア）」と、「非生産資産（土地、地下資源、漁場など）」を足し合わせたものに「対外純資産」を加減して求められる。国民総資産から総負債を差し引いたものと同じとなる。
計算基準には国連が1968年に定めた687SNA基準、後に改定された687SNA2000年基準、687SNA2005年基準があるが、いずれも無形の文化資本などは勘定に入らない。また、土地の価格（地価）によって国富は大きく変動する。

## 日本の国富
バブル期には地価の急上昇にともなって日本の国富は大幅に増加した。土地総額が国富に占める割合は、1989年のバブル末期では7割近く、2006年末では5割近くに低下している。
土地資産を除いた国富は、バブル崩壊後も増加基調を維持している。
日本の最近の国富は以下のとおりである。
- 2018年末時点：3457.4兆円[4]
- 2019年末時点：3689.3兆円[5]
- 2020年末時点：3668.5兆円[6]